# Мару, Ибрагим
Ибрагим Бубакар Мару (англ. Ibrahim Boubacar Marou; род. 1 января 2000, Тиллабери) — нигерский футболист, нападающий АСФАНа и сборной Нигера.

## Биография
Ибрагим Мару родился 1 января 2000 года в нигерском городе Тиллабери.

### Клубная карьера
Играет в футбол на позиции нападающего. В 2017—2019 годах выступал в чемпионате Нигера за «Либерте» из Ниамея. В 2019 году перебрался в Словению, где играл в третьей лиге за «Илирию», однако провёл только один матч. В 2020 году вернулся в Нигер, где выступает за АСФАН из Ниамея.

### Международная карьера
В 2017 году играл за юношескую сборную Нигера среди футболистов до 17 лет, провёл 9 матчей, забил 1 мяч.
В 2019 году провёл 3 матча за молодёжную сборную Нигера среди игроков до 20 лет.
С 2021 года выступает за главную сборную Нигера. Участвовал в чемпионате африканских наций в Камеруне, где сыграл в 2 матчах группового этапа. Дебютным стал поединок 17 января в Дуале против сборной Ливии (0:0), где Мару вышел в стартовом составе и был заменён на 83-й минуте.
Всего к 2022 году провёл за сборную Нигера 4 матча, мячей не забивал.